# تاکسی دیوانه
تاکسی دیوانه (به انگلیسی: Crazy Taxi) مجموعه ای از بازی‌های ویدئویی رانندگی است که توسط سگا ای‌ام۳ توسعه یافته و توسط سگا منتشر شده‌است. اولین بازی مجموعه در سال ۱۹۹۹ در آرکید منتشر شد و پس از موفقیت بسیار، سگا آن را در سال ۲۰۰۰ در کنسول دریم‌کست پورت کرد. تاکسی دیوانه سومین بازی پرفروش دریم‌کست در آمریکا است که بیش از یک میلیون نسخه فروخته‌است. بعدها بازی به پلی‌استیشن ۲، نینتندو گیم‌کیوب و رایانه‌های شخصی هم پورت شد و دنباله‌هایی برای سیستم‌های ایکس‌باکس، گیم بوی ادونس و پلی‌استیشن همراه ظاهر شدند.
در هر مرحله، بازیکن نقش یک راننده تاکسی را بر عهده می‌گیرد که باید با رساندن مسافران به مقصد در سریع‌ترین زمان ممکن، پول جمع کند و قبل از تمام شدن زمان، با انجام «بدلکاری‌های دیوانه‌وار» انعام دریافت کند. این مجموعه بخاطر طراحی خلاقانه گیم پلی خود که یادگیری آن آسان ولی تسلط بر آن دشوار است، شناخته شده‌است.